# Argia subapicalis
Argia subapicalis är en trollsländeart som beskrevs av Philip Powell Calvert 1909. Argia subapicalis ingår i släktet Argia och familjen dammflicksländor. IUCN kategoriserar arten globalt som otillräckligt studerad. Inga underarter finns listade i Catalogue of Life.